# 파장나들목
파장나들목은 2020년 9월 21에 개통된 수원북부순환로의 나들목이다. 경기도 수원시 장안구 파장동에 위치해 있으며 수원순환도로(주)에서 관리 및 운영을 맡는다.